# Rondeletia selleana
Rondeletia selleana är en måreväxtart som beskrevs av Ignatz Urban och Erik Leonard Ekman. Rondeletia selleana ingår i släktet Rondeletia och familjen måreväxter. Inga underarter finns listade i Catalogue of Life.